# Playa de Mogor
La playa de Mogor es una playa gallega situada en el municipio de Marín en la provincia de Pontevedra, España. Tiene 400 metros de longitud y está situada en la orilla meridional de la ría de Pontevedra, a 8 kilómetros  de Pontevedra capital.

## Descripción
Se trata de una playa con forma de concha en la ría de Pontevedra rodeada de un frondoso bosque sobre un espolón rocoso.La arena es blanca y fina y la playa se encuentra resguardada de los vientos, con aguas tranquilas ideales para la práctica de deportes acuáticos: esquí acuático, vela, moto acuática, windsurf y patín de pedales.
Ondea en ella la bandera azul. Dispone de aparcamiento a menos de 500 metros y está a 600 metros de la playa de Portocelo.

## Acceso
Desde Pontevedra, se coge la autovía costera PO-12 y PO-11 en dirección a Marín. En Marín se coge la carretera PO-551 y al final del recinto vallado de las instalaciones de la escuela naval, la pequeña carretera que conduce a las playas. Mogor es la segunda playa del camino, tras la de Portocelo.

## Galería

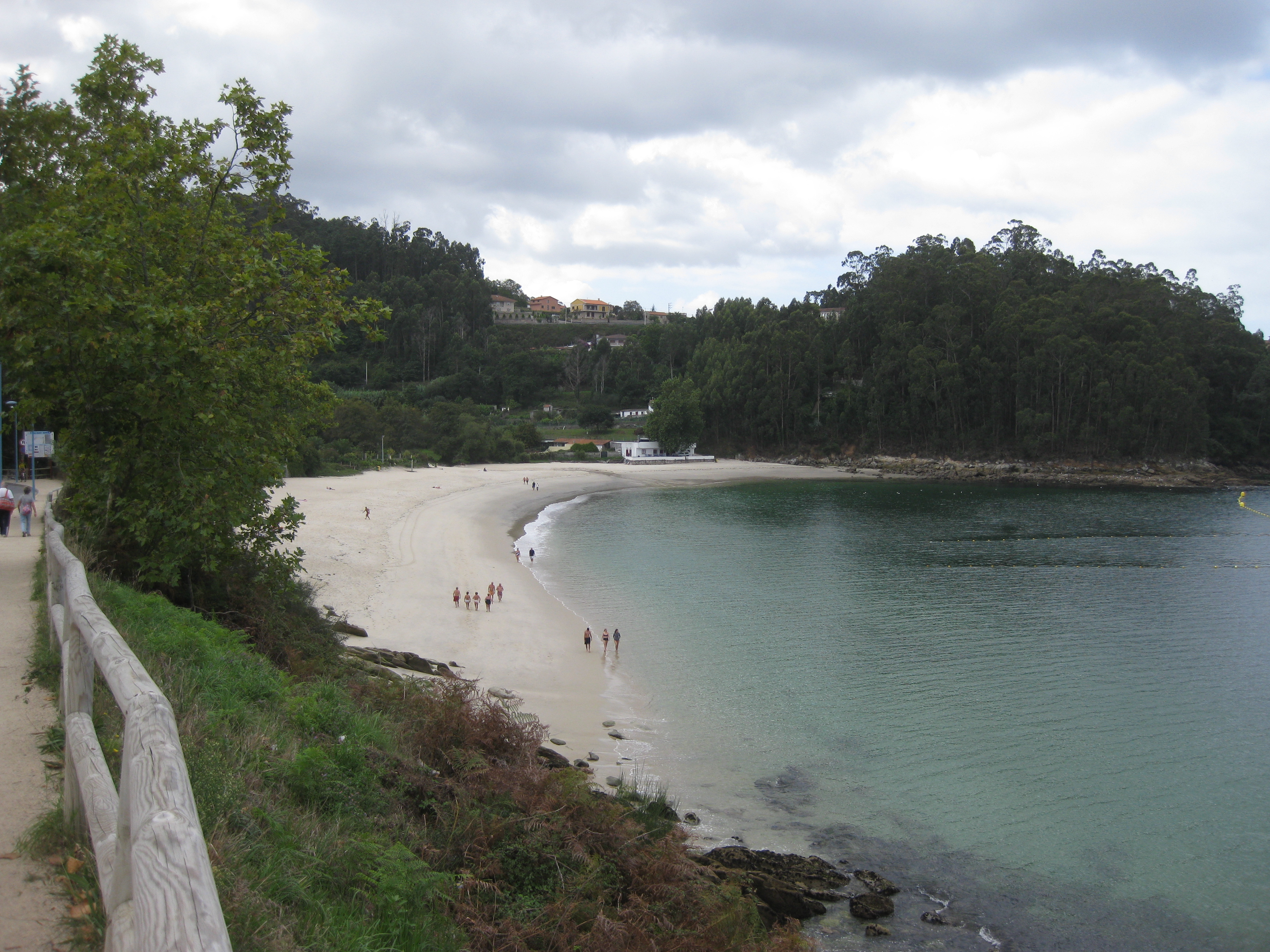
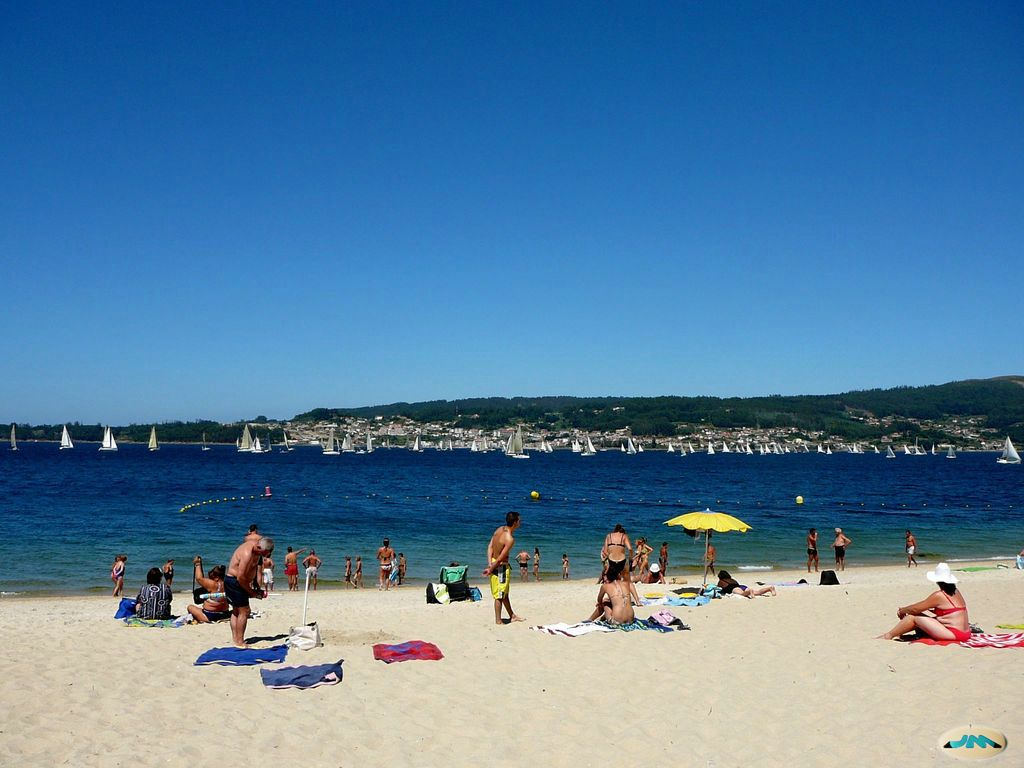
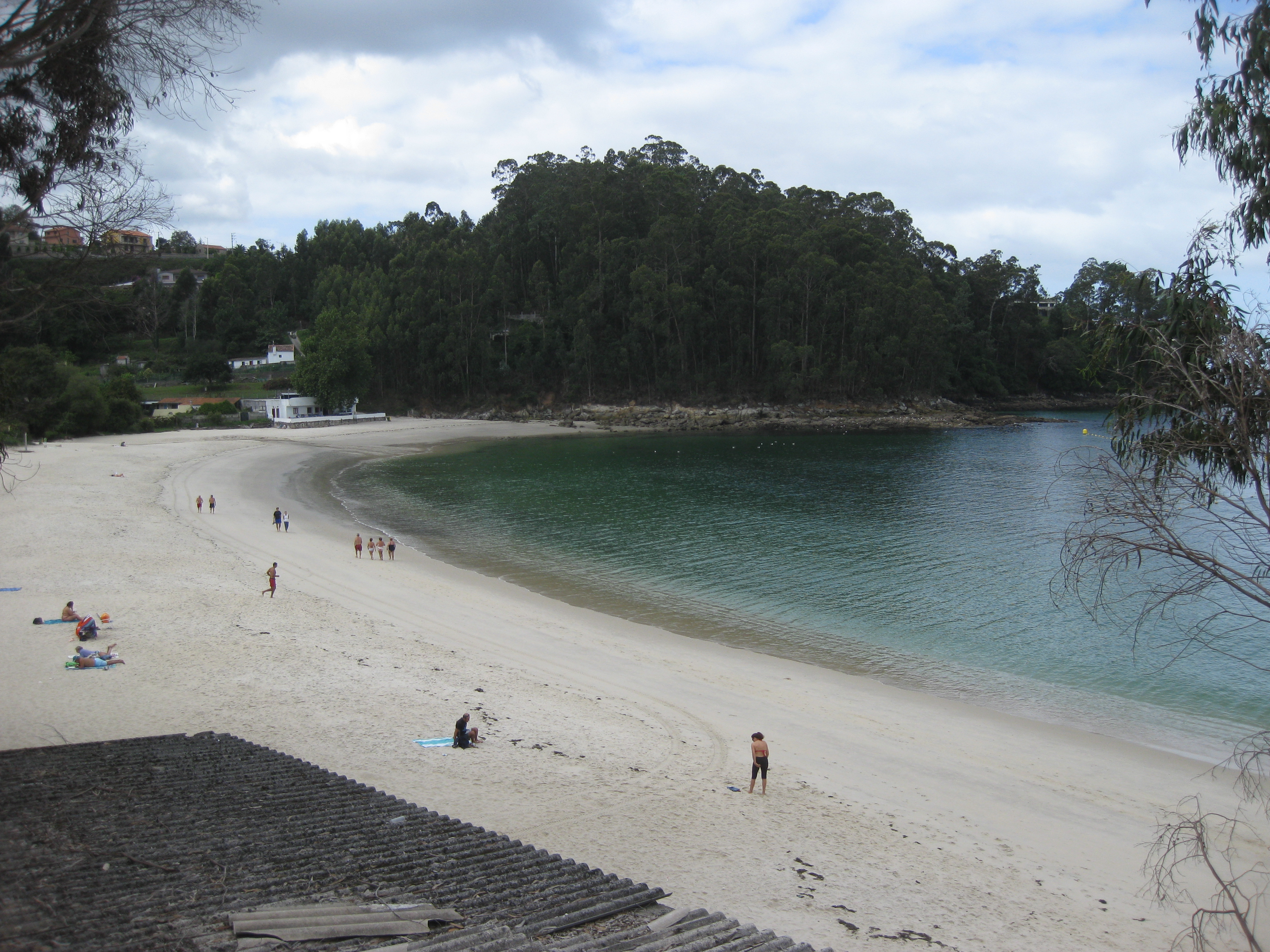
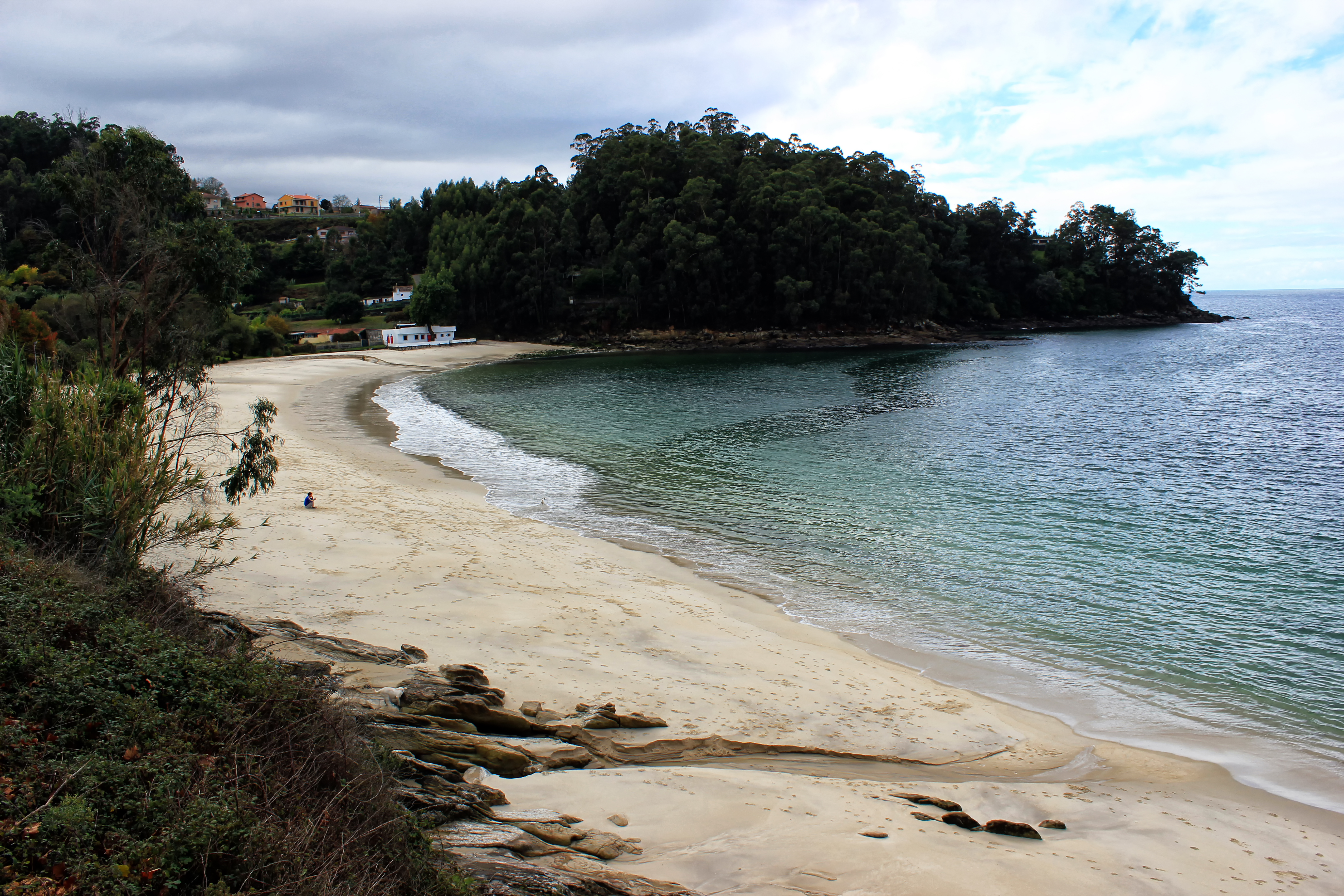
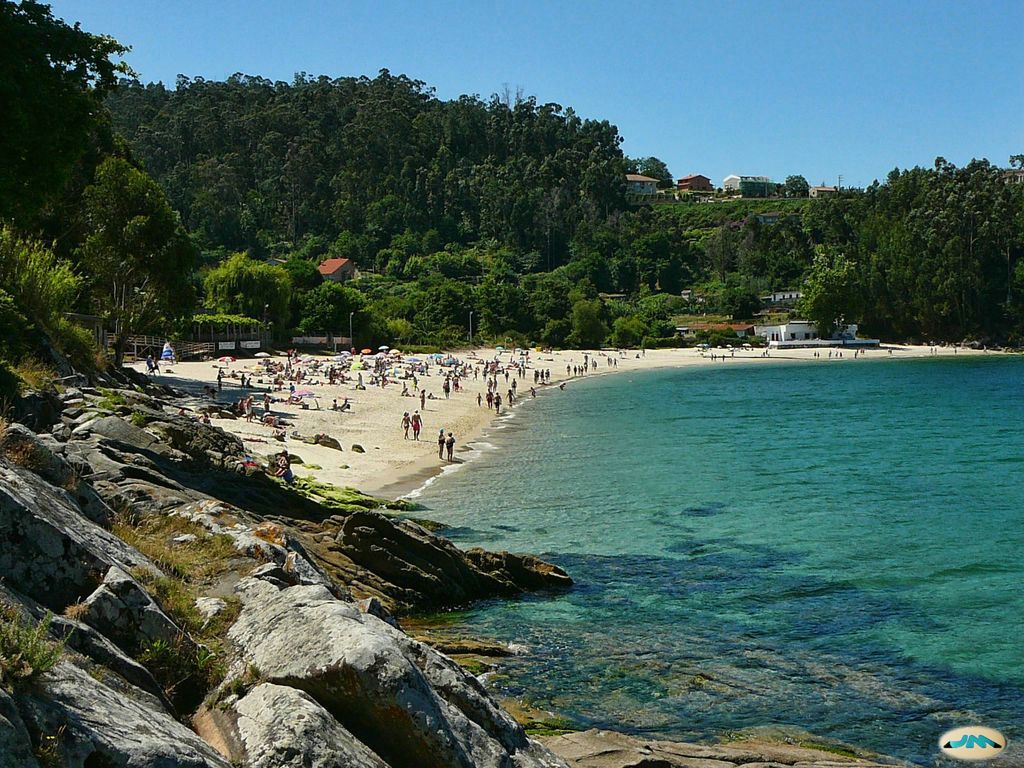
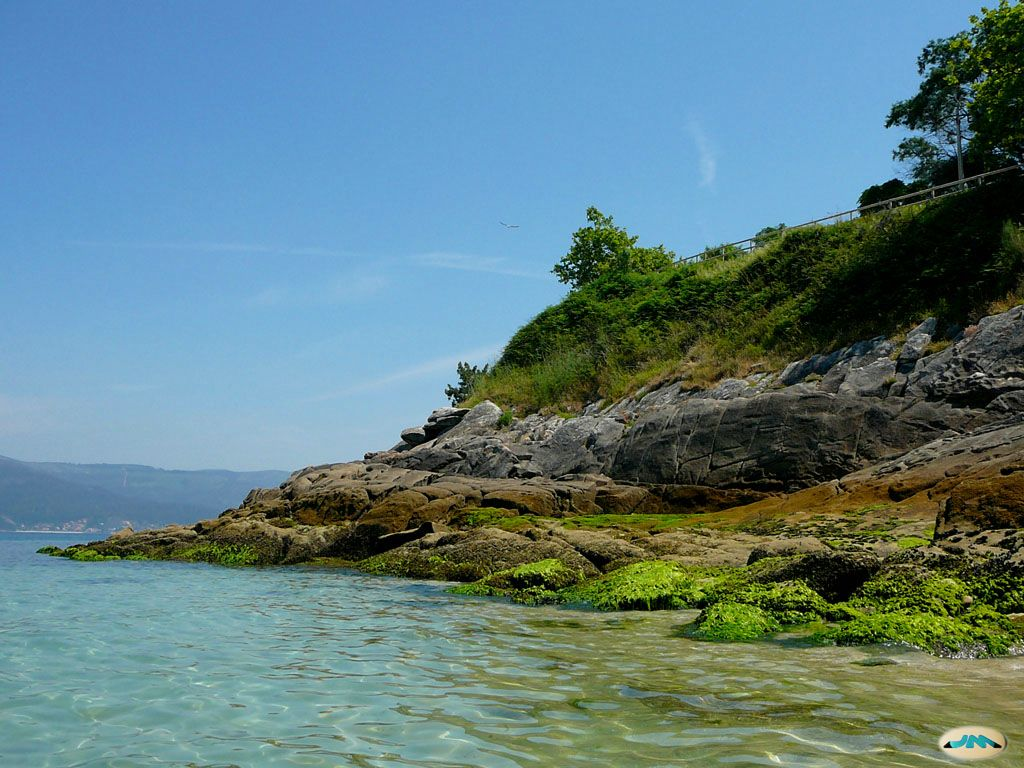
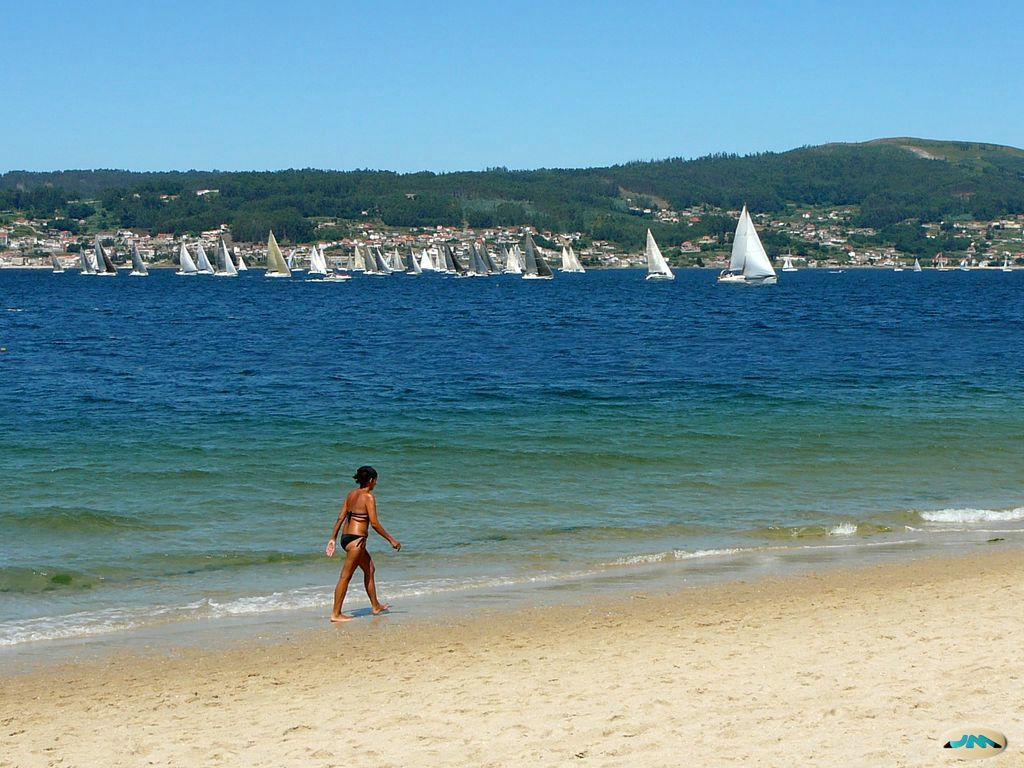
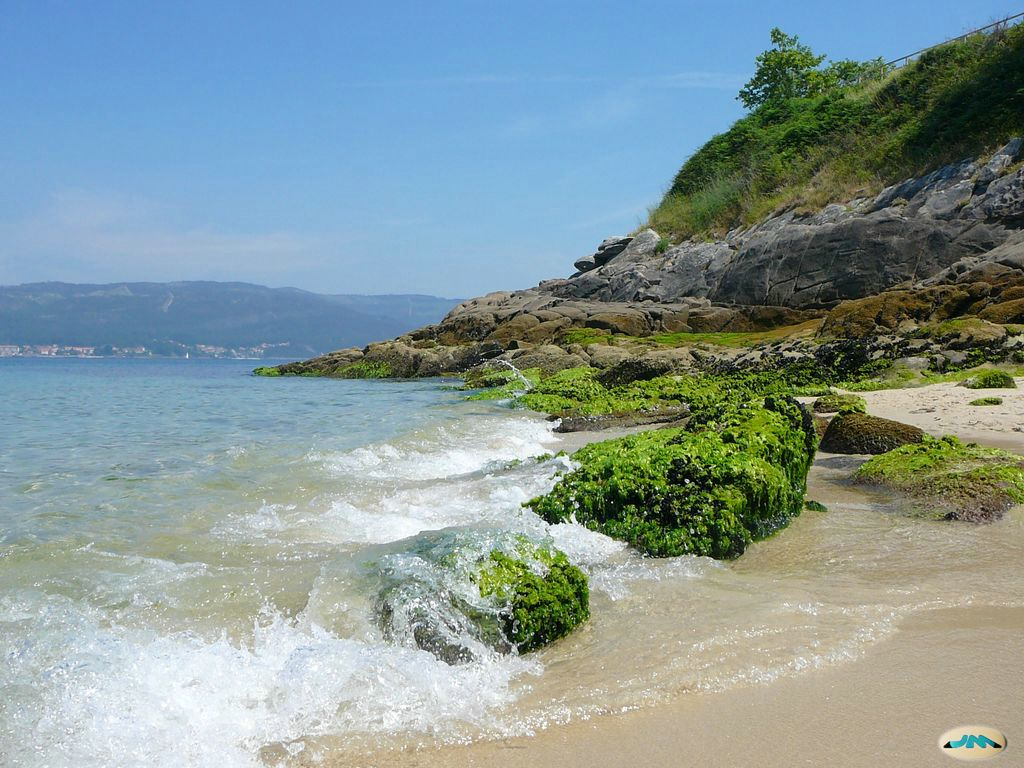
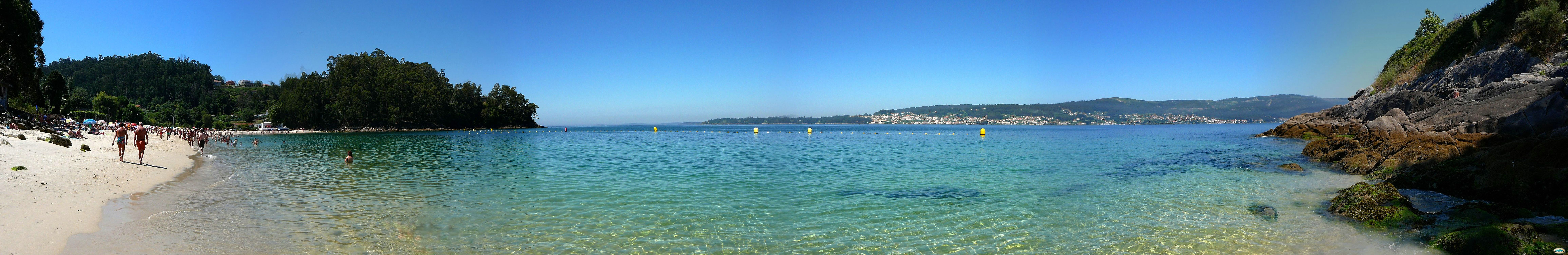